# Nathan Haas
Nathan Hass (Brisbane, 12 de marzo de 1989) es un ciclista australiano.

## Trayectoria
Debutó como profesional en 2010 en el humilde equipo australiano del Genesys Wealth Advisers. En su segundo año destacó especialmente al ser segundo en el Campeonato Oceánico en Ruta y al ganar el Jayco Herald Sun Tour y el Japan Cup. Esos buenos resultados le dieron la oportunidad de ascender al ciclismo de máxima categoría de la mano del Garmin en el año 2012.
En diciembre de 2021 anunció que dejaba el ciclismo en ruta para competir en la modalidad de gravel.

## Palmarés
2011
- 2.º en el Campeonato Oceánico en Ruta sub-23
- Jayco Herald Sun Tour
- Tour de Tasmania, más 1 etapa
- Japan Cup
- 2.º en el UCI Oceania Tour

2012
- Vuelta a Gran Bretaña

2014
- 1 etapa del Herald Sun Tour
- Japan Cup

2016
- 1 etapa de la Vuelta a Burgos

2017
- 3.º en el Campeonato de Australia en Ruta

2018
- 1 etapa del Tour de Omán

## Resultados en Grandes Vueltas y Campeonatos del Mundo
Durante su carrera deportiva consiguió los siguientes puestos en las Grandes Vueltas y Campeonatos del Mundo:
| Carrera         | Carrera         | 2010 | 2011 | 2012 | 2013 | 2014  | 2015 | 2016  | 2017 | 2018 | 2019 | 2020  | 2021 |
| --------------- | --------------- | ---- | ---- | ---- | ---- | ----- | ---- | ----- | ---- | ---- | ---- | ----- | ---- |
|                 | Giro de Italia  | —    | —    | —    | Ab.  | 104.º | —    | —     | Ab.  | —    | —    | 119.º | —    |
|                 | Tour de Francia | —    | —    | —    | —    | —     | Ab.  | —     | —    | —    | —    | —     | —    |
|                 | Vuelta a España | —    | —    | —    | —    | 143.º | —    | F. c. | —    | —    | —    | —     | —    |
| Mundial en Ruta | Mundial en Ruta | —    | —    | —    | —    | —     | —    | —     | —    | —    | Ab.  | —     | Ab.  |

—: no participa

Ab.: abandono

F. c.: fuera de control

## Equipos
- Genesys Wealth Advisers (2010-2011)
- Garmin/Cannondale (2012-2015)
  - Garmin-Barracuda (2012) (hasta antes del Tour de Francia)
  - Garmin-Sharp (2012-2014)
  - Team Cannondale-Garmin (2015)
- Dimension Data (2016-2017)
- Team Katusha-Alpecin (2018-2019)
- Cofidis[3] (2020-2021)